# Église Saint-Sigismond de Larressingle
L'église Saint-Sigismond de Larressingle est une église catholique située à Larressingle, dans le département français du Gers en France.

## Présentation
L'édifice datant du XIIe et XIIIe siècle est classé au titre objet des monuments historiques depuis 1988,.
Au XIIe siècle, on remplace l'église primitive par une église à l'ouvrage défensif. En effet, une salle refuge, qui servait aussi de chapelle, située à l'étage était accessible par un escalier à vis situé derrière la petite porte, à droite de l'entrée. Un passage avec le donjon était possible depuis cette salle refuge.
L'église est composée de deux parties. Lorsqu'on entre dans l'église, on accède directement dans le chœur de l'église primitive, avec sa voûte en cul-de-four. Pour pouvoir construire le donjon, il a fallu couper l'église primitive et la tronquer au niveau de son transept.
Le chevet a alors été éventré et l'église rallongée vers l'est pour regagner ce qu'elle avait perdu vers l'ouest. C'est ainsi que deux travées en berceau brisé ont été rajoutées au XIIIe siècle.
À noter que la statue de saint Sigismond, réalisée à la fin du XIXe siècle ou au début du XXe siècle par la fabrique toulousaine de François-Dominique Monna, est une réduction du Vercingétorix d'Aimé Millet érigé en 1865 à Alise-Sainte-Reine, site du siège d'Alésia.

## Description

### Intérieur

#### Lechœur
Sur le vitrail de l'abside sont représentés (de bas en haut) : des oies, des moutons, des épis de blé, un village avec une église, un aigle et un soleil.
À droite du chœur, une statue de la Vierge Marie, à gauche, de saint Sigismond.

## Galerie

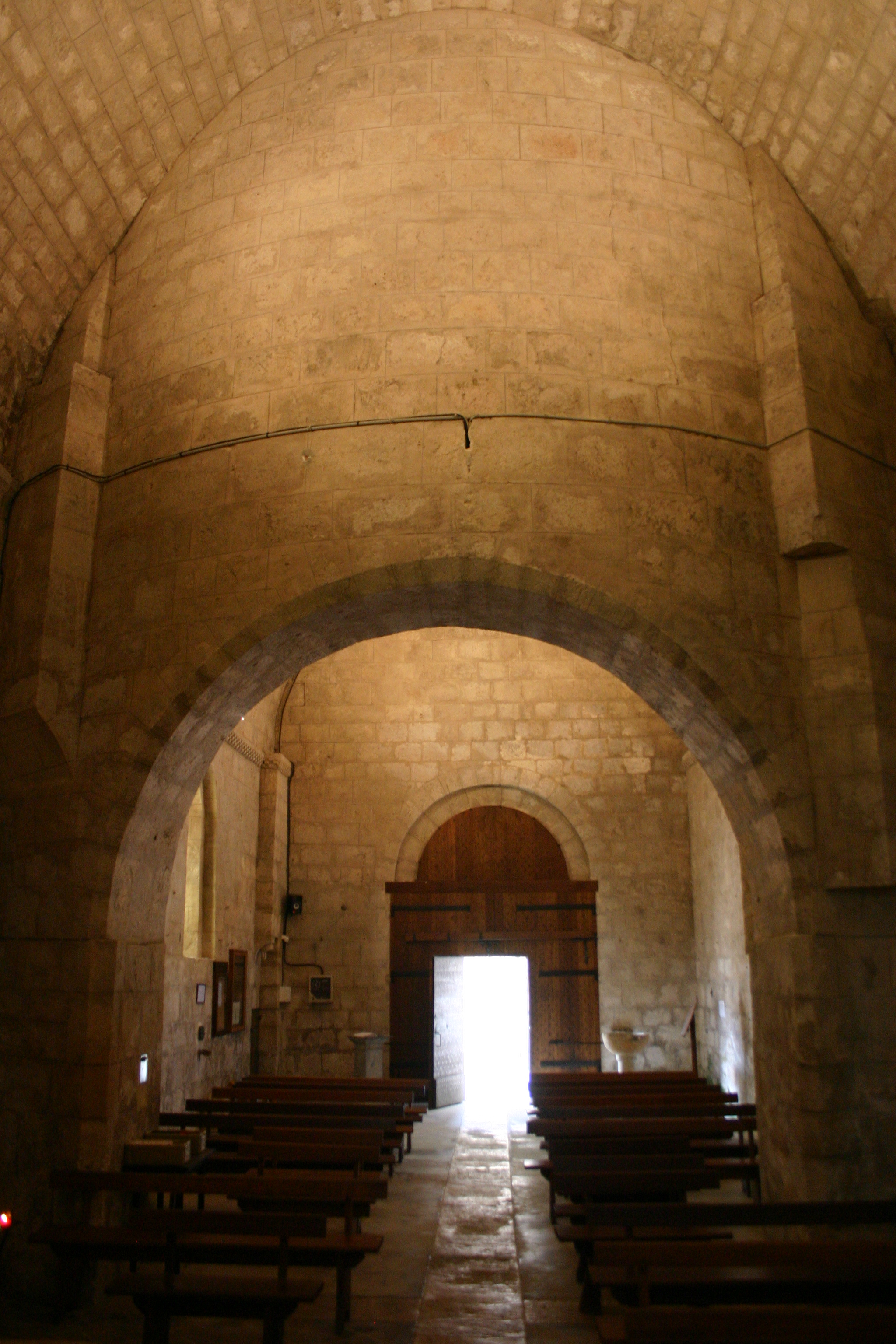
Jonction des ancien et nouveau chœurs
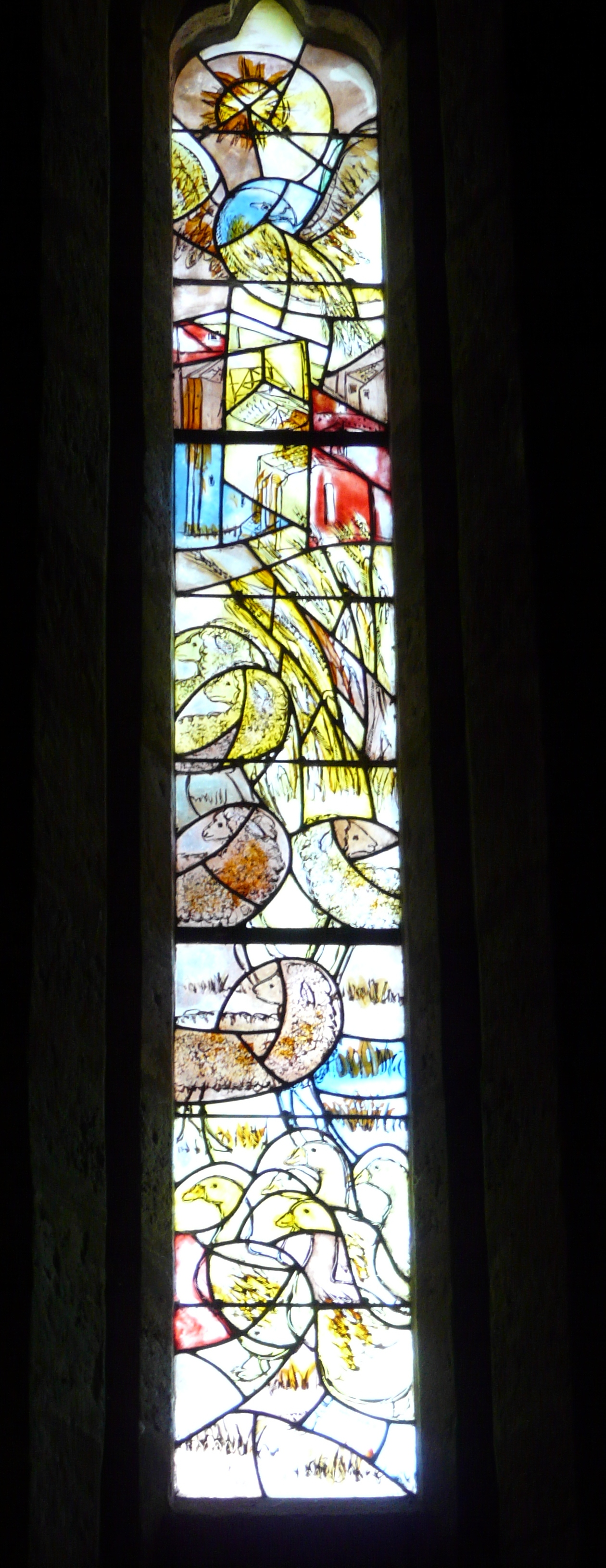
Le vitrail de l'abside
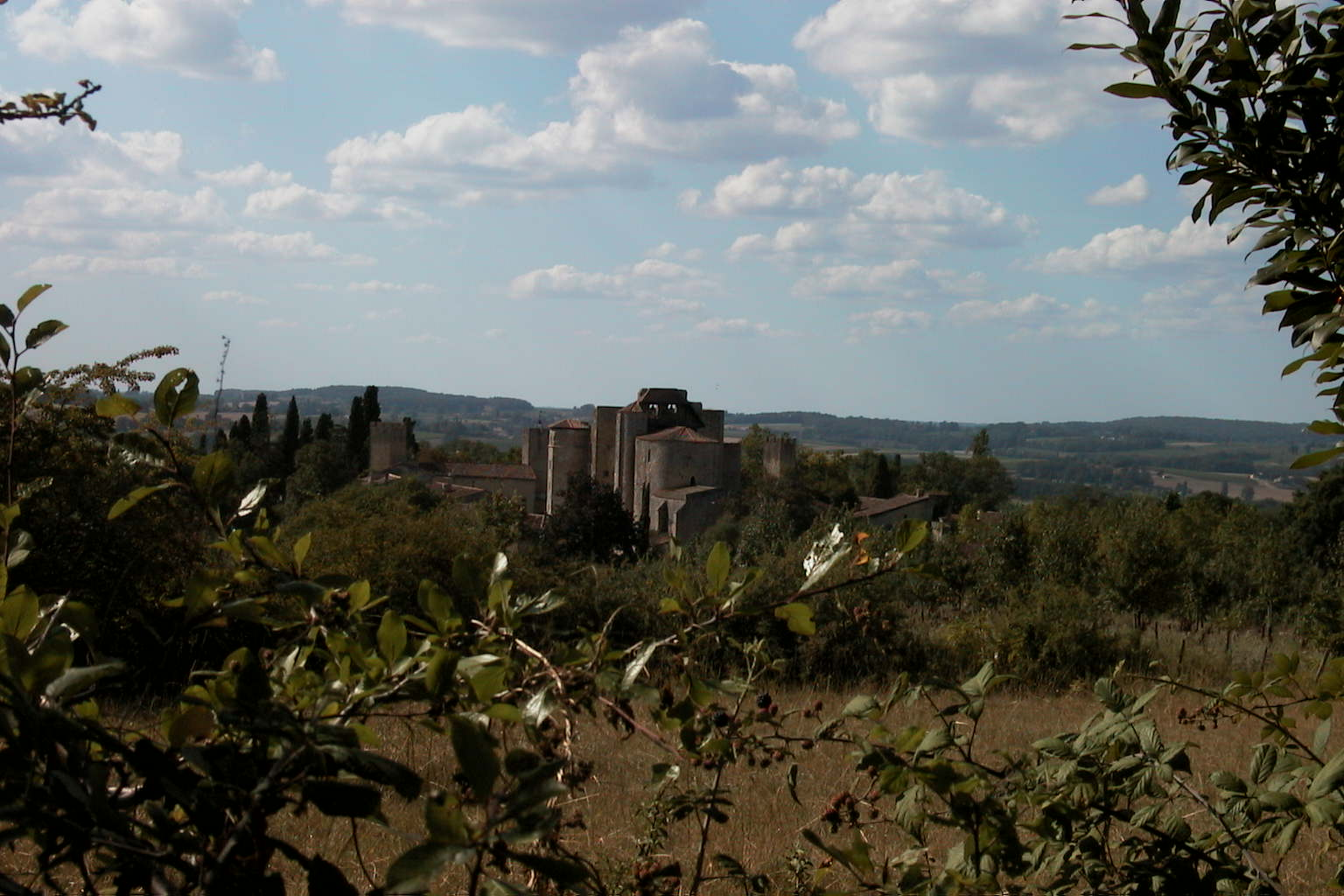
Vue du chevet de l'église et de l'ensemble du village